# Seo In-young
Seo In-young (hangul: 서인영; hanja: 徐寅永; nascida em 3 de setembro de 1984), mais conhecida como Elly, é uma cantora, dançarina, atriz, modelo e apresentadora de TV sul-coreana. Ela tornou-se conhecida por integrar o girl group Jewelry e pela participação no reality show We Got Married com Crown J. Em maio de 2012, Seo In-young fundou sua própria companhia de entretenimento, a IY Company.  Dessa forma, não possui mais contrato com a Star Empire Entertainment.

## Discografia
Álbuns de estúdio
- Elly Is So Hot (2007)

EPs
- Elly Is Cinderella (2008)
- Lov-Elly (2010)
- Brand New Elly (2011)
- Forever Young (2013)

## Filmografia

### Dramas
- 2009: Style (participação especial)
- 2011: Hooray for Love (participação especial)

### Programas de variedades
- 2008: Music Bank (MC principal; 29 de agosto de 2008 - 9 de janeiro de 2009)
- 2008: Family Outing (S1; ep. 76-77; convidada)
- 2009: We Got Married (S1; ep. 1-41)
- 2009: Seo In-Young's Kaist
- 2009: Seo In-Young's Best Friend
- 2010: Heroes (ep. 1-40)
- 2012: Star Beauty Show (MC principal)
- 2013: The Voice Kids
- 2013: Immortal Song 2

Nota - Esta lista contém somente programas onde where Seo In-young foi convidada fixa.

## Prêmios
| Ano  | Prêmio                                         | Categoria                                 | Resultado |
| ---- | ---------------------------------------------- | ----------------------------------------- | --------- |
| 2003 | 2003 Korean Music Awards                       | Vocalista do Ano                          | Venceu    |
| 2003 | 18º Golden Disk Awards                         | Melhor Diretor de Vídeo Musical           | Venceu    |
| 2003 | 20º Model Awards                               | Mais Bem Vestido (categoria Cantor)       | Venceu    |
| 2004 | 11º Republic of Korea Entertainment Art Awards | Cantor da Nova Geração                    | Venceu    |
| 2005 | KBS Music Awards                               | Vocalista do Ano                          | Venceu    |
| 2008 | 2008 Broadcast Entertainment Awards            | Melhor Marca de Moda                      | Venceu    |
| 2008 | 2008 Broadcast Entertainment Awards            | Prêmio de Variedade das Mulheres          | Venceu    |
| 2008 | 6º Design & Style Awards                       | Ícone de Moda do Ano                      | Venceu    |
| 2008 | 10º Style Icon Awards                          | Ícone de Estilo do Ano (prêmio principal) | Venceu    |
| 2009 | 4º Asia Model Awards                           | Prêmio de Fotogenia                       | Venceu    |
| 2009 | 10º Republic of Korea Video Awards             | Prêmio de Fotogenia                       | Venceu    |
| 2010 | Mnet's 20's Choice Awards                      | Estrela Mais Influente                    | Venceu    |
| 2011 | 13º Mnet Asian Music Awards                    | Prêmio Estilo em Música                   | Venceu    |

## Programas musicais
Vitórias de Seo In-Young em programas televisivos musicais:
| Ano  | Data        | Canção            | Programa musical |
| ---- | ----------- | ----------------- | ---------------- |
| 2010 | 24 de junho | "Goodbye Romance" | M! Countdown     |